# Slavia Prague
Le Slavia Prague (en tchèque Slavia Praha) est un club omnisports tchèque basé à Prague dans le quartier de Vršovice.

## Sections
- athlétisme
- basket-ball féminin : voir Slavia Prague
- football : voir articles SK Slavia Prague et SK Slavia Prague (féminines)
- handball féminin : voir DHC Slavia Prague
- hockey sur glace :  voir article HC Slavia Prague
- hockey sur gazon :  voir article SK Slavia Prague
- rugby à XV
- volley-ball : voir articles SK Slavia Prague (volley-ball féminin)